# Шофілд Барракс
Шофілд Барракс (англ. Schofield Barracks) — одна з військових баз армії США, яка розташована в окрузі Гонолулу, поблизу міста Вахіава. Військова інсталяція заснована в 1908 році та носить ім'я військового міністра, генерала Джона Скофілда.

## Галерея

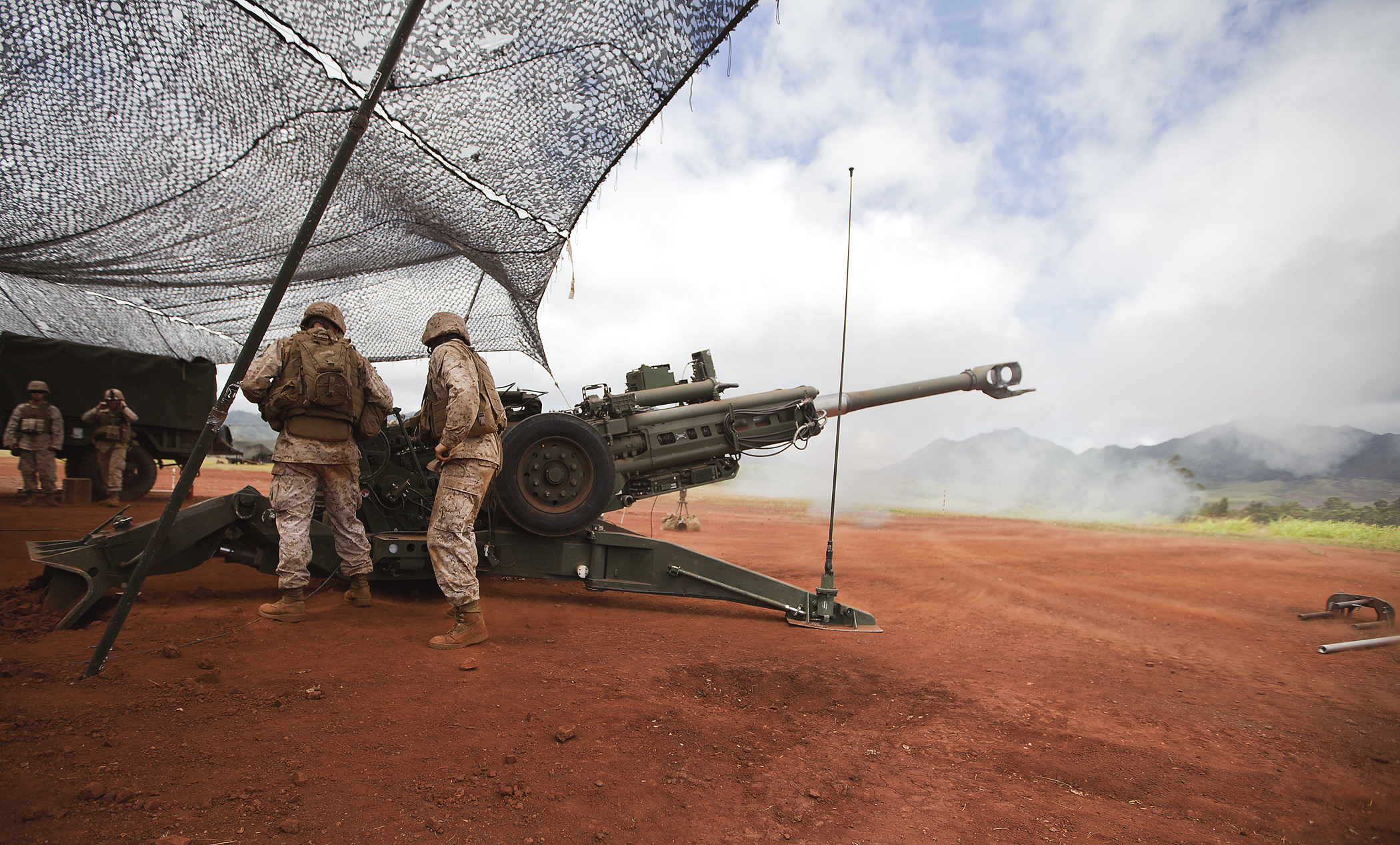
Артилерійський підрозділ на бойових стрільбах на полігоні. 2013
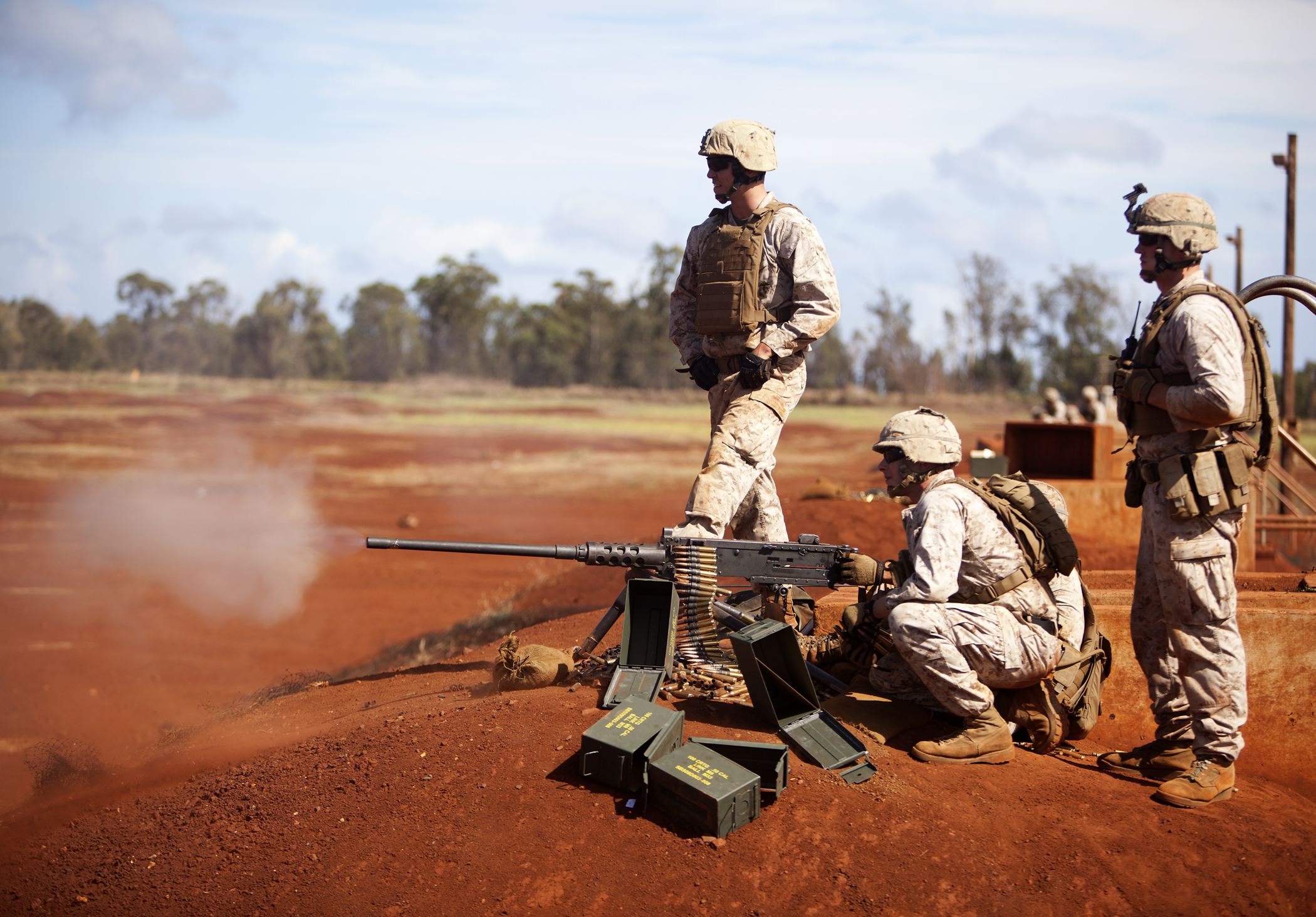
Стрільба з великокаліберного кулемета Browning M2
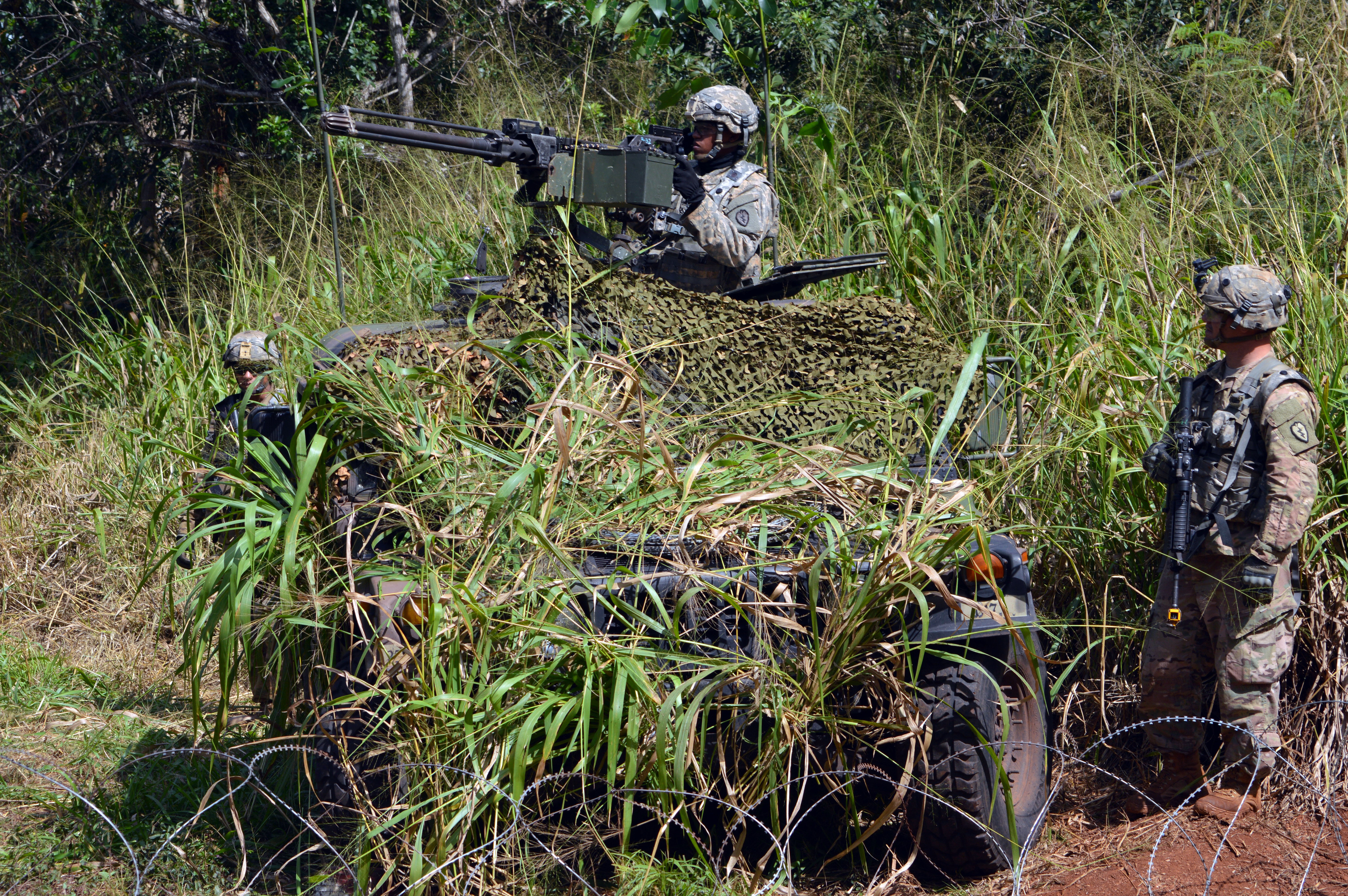
Військові навчання піхотного підрозділу 14-го кавалерійського полку. 2016
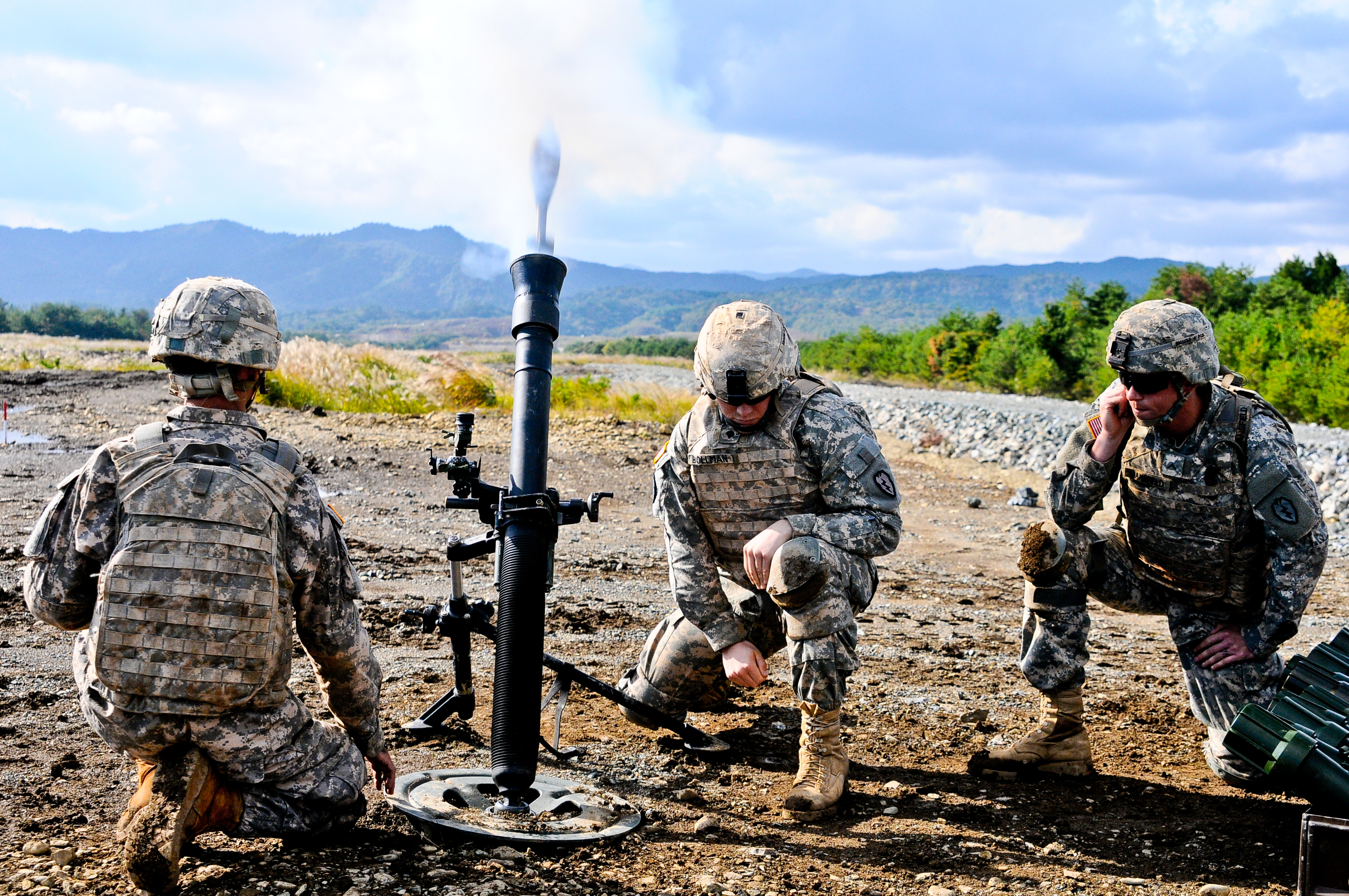
Стрільба за міномета
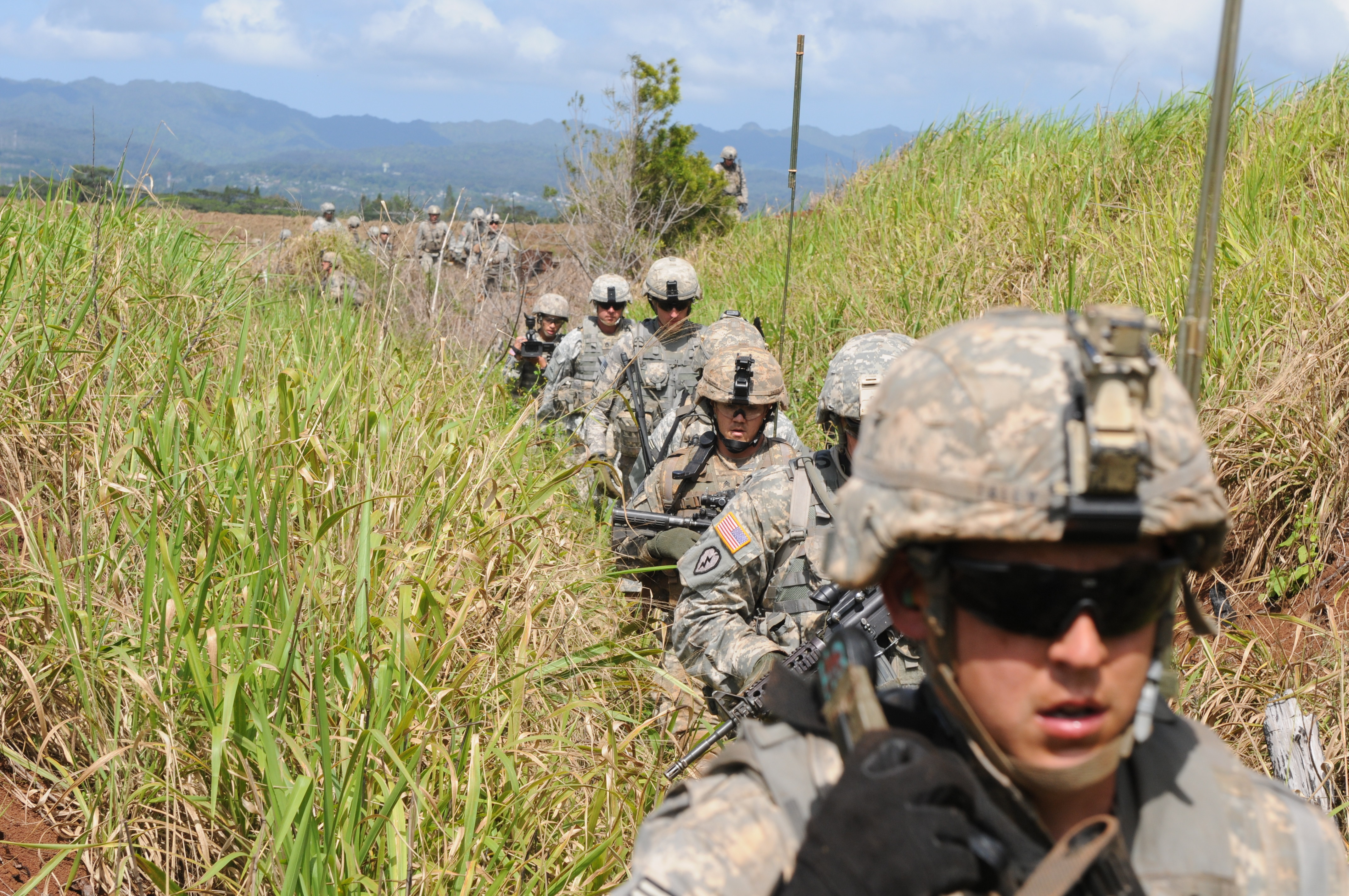
Польовий заняття з маршової виучки
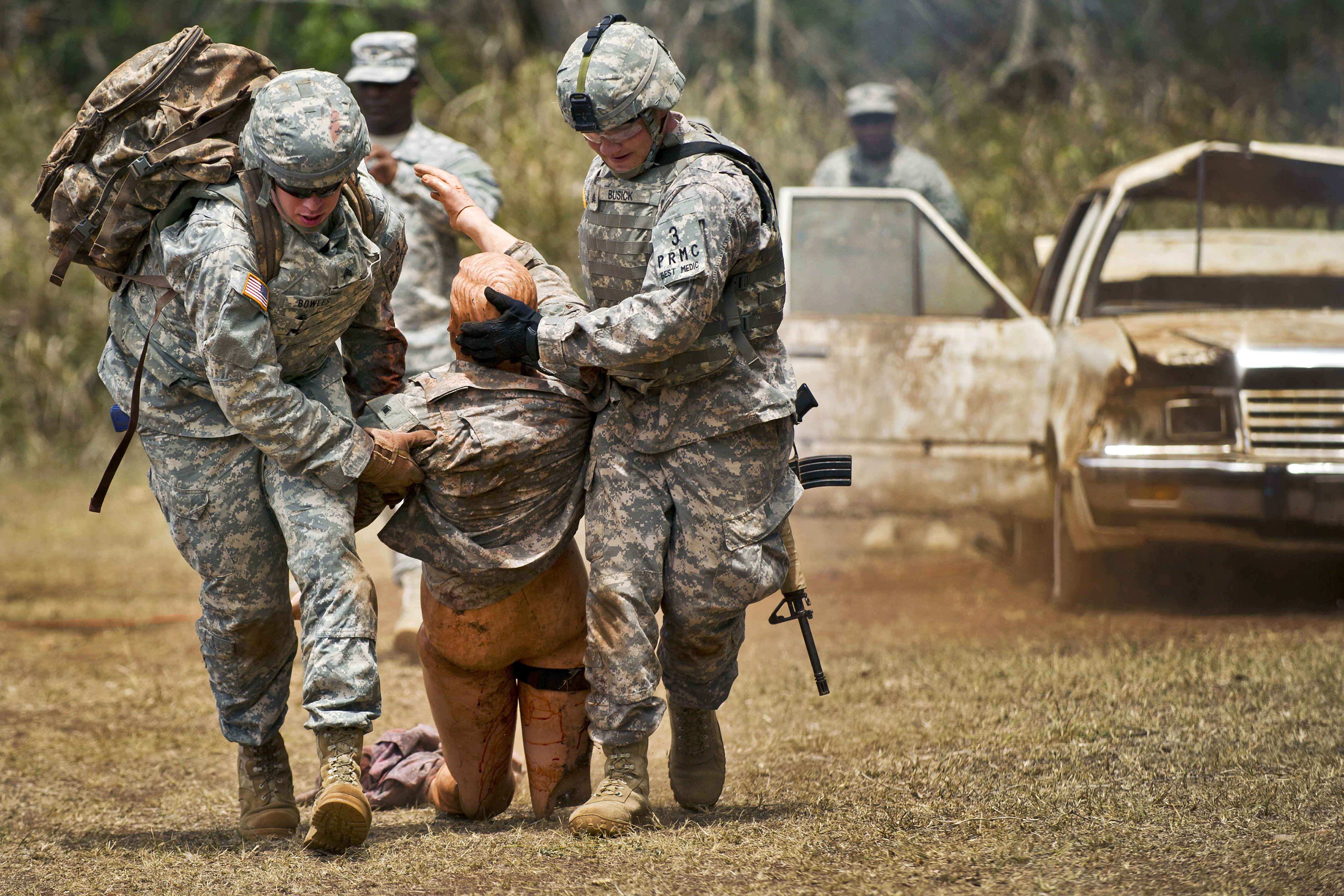
Тренування з евакуації пораненого з поля бою. 2012
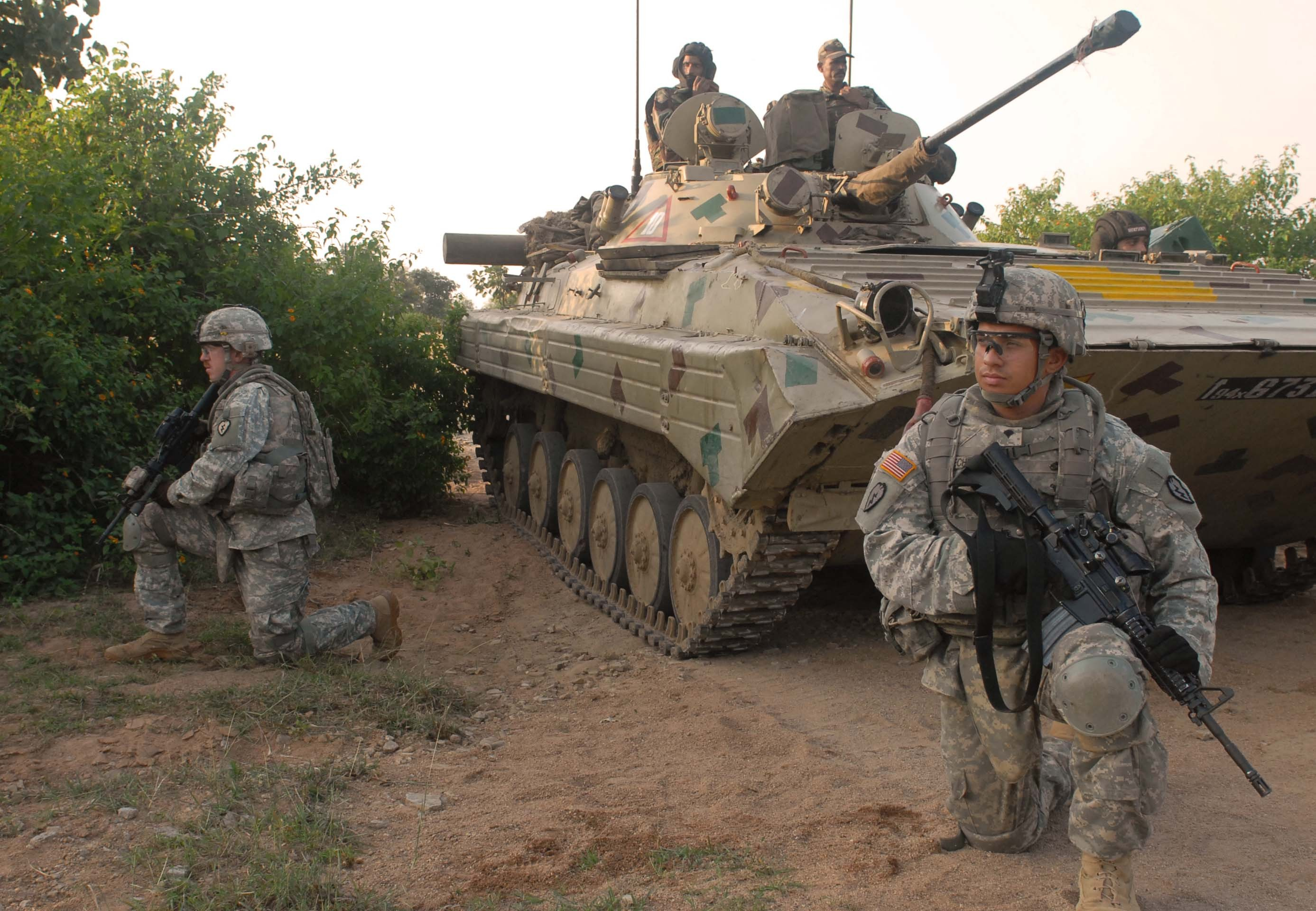
Спільні навчання індійської та американської армії. 2009